# 护理学
護理學（英語：nursing）是一門醫療保健專業，也是一種關懷的藝術與科學，主要目的在專注於保護、促進和優化健康與人類功能、預防疾病與傷害、促進癒合以及以慈悲的態度陪伴病人減輕痛苦。護理人員在多個專業領域中工作，具有不同的認證和職責範疇。護理人員是大多數醫療環境中最主要的專業群體。許多國家面臨合格護理人員短缺的挑戰。
護理人員制定護理計畫，與醫師、治療師、病患及其家屬，以及其他團隊成員協作，致力於透過治療疾病來改善生活品質。
在英國和美國，臨床護理專家及護理師根據各州不同的法律規定，可負責診斷健康問題，並開立藥物和其他治療方案。護理人員可能協調其他醫療提供者的工作，或作為獨立的護理專業人員。此外，護理人員不僅提供照護與支持，還肩負著教育公眾和促進健康的重要角色。
在美國，護理師是取得高等護理實務學位的專業人員，並獲准開立處方。他們在超過半數的美國州份可在多元環境中獨立執業。自戰後以來，護理教育逐步多元化，提供高階與專業認證，許多傳統規範與角色正在不斷演變。

## 歷史

### 前現代時期
護理史學家在研究古代為病患或傷者提供的照護時，面臨判定這些照護是否可稱為護理的挑戰。例如，在西元前5世紀，《希波克拉底文集》部分記載中提到由男性「侍者」對病患進行的專業照護與觀察，這些侍者可能從事了現代由護理人員提供的工作。
在中世紀，修女與修士等宗教團體成員經常提供類似護理的照護。這種例子在基督教、伊斯蘭教、佛教以及其他傳統中均有記載。聖經中的人物腓比在許多資料中被譽為「第一位訪視護士」。這些宗教傳統深刻影響了現代護理精神的形成，其宗教淵源在許多國家依然可見。例如，在英國，「修女」（sister）這一歷史稱謂至今仍用於指代資深護士。
在宗教改革期間，新教改革者關閉了修道院與女修道院，僅允許少數都會收容所繼續運作於北歐地區。曾經擔任護士的修女或領取退休金，或被要求結婚並留在家中。隨著傳統天主教背景的照護者被移除，護理照護轉交給了缺乏經驗的人。歐洲的護理職業因此幾乎在兩百年間陷入消亡。

### 19世紀

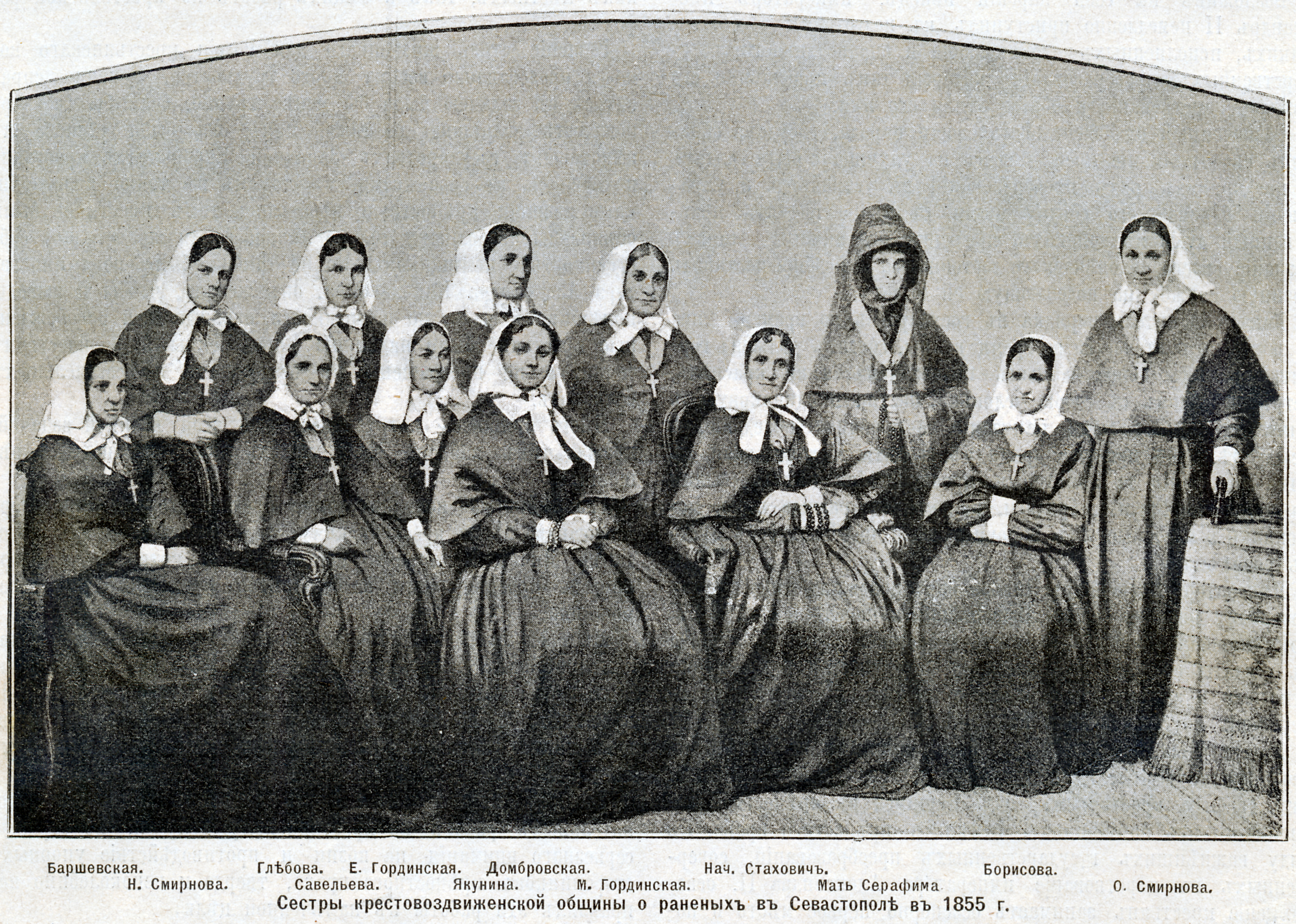
1854至1855年克里米亞戰爭中的俄羅斯慈善修女會

在克里米亞戰爭期間，符騰堡的夏洛特公主號召女性加入「十字架高舉修會」（Крестовоздвиженская община），前往軍醫院進行一年的服務。首批由修會主任阿列克桑德拉·彼得羅夫娜·斯塔霍維奇（Aleksandra Petrovna Stakhovich）率領的28名「修女」於1854年11月初抵達克里米亞。

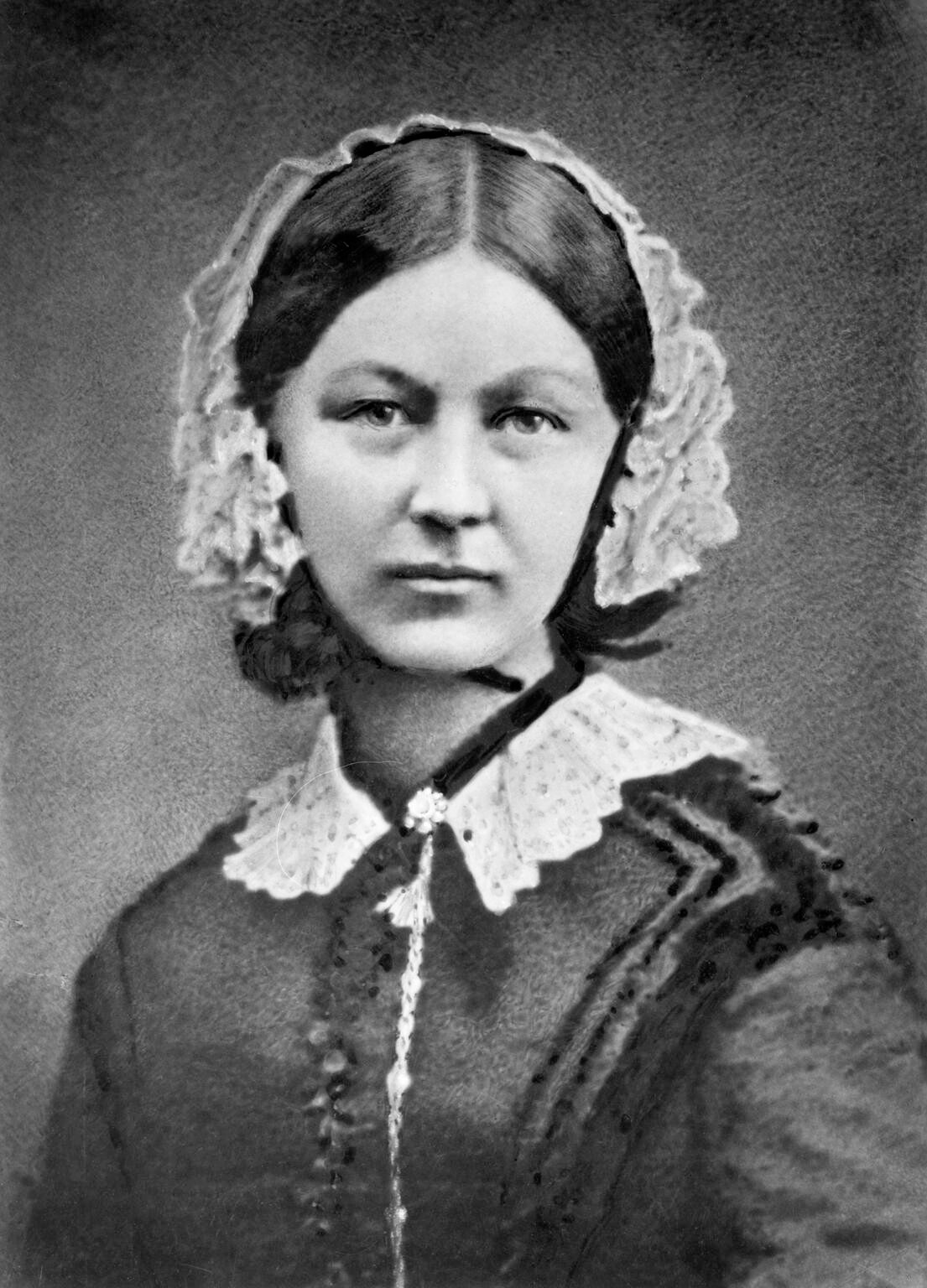
佛蘿倫絲·南丁格爾是現代護理發展的關鍵人物。在她於克里米亞戰爭期間任職時，尚未設計出任何正式的護理制服。南丁格爾常被視為第一位護理理論家，她提出健康與五大環境因素息息相關：(1) 純淨或新鮮的空氣，(2) 純淨的水，(3) 有效的排水系統，(4) 清潔環境，以及 (5) 光線，特別是陽光直射。這五個要素的缺乏會導致健康惡化或疾病。護理的角色與教育體系也由南丁格爾首次加以定義。

佛蘿倫絲·南丁格爾在克里米亞戰爭後奠定了專業護理的基石。她透過對印度公共衛生的深入統計研究，強調衛生的重要性。「經過十年的衛生改革，1873年，南丁格爾報告稱，印度士兵的死亡率從每千人69人降至18人（p. 107）。」